# The Young Lions
The Young Lions es un filme estadounidense de 1958, dirigido por Edward Dmytryk. Protagonizado por Marlon Brando, Montgomery Clift, Dean Martin, Hope Lange, Barbara Rush, May Britt, Maximilian Schell, Dora Doll y Lee Van Cleef en los papeles principales.
Basada en la novela homónima de Irwin Shaw. Galardonada con el premio Laurel de Oro 1958 : al mejor actor dramático (Marlon Brando)

## Argumento
Las vivencias contrapuestas de dos militares de honor, uno estadounidense y otro alemán (nazi), cada uno desde su bando, durante la Segunda Guerra Mundial. A estos dos contrapuntos se une un tercer hombre, un soldado estadounidense judío perseguido simplemente por su fe. El oficial estadounidense y el judío acabarán por cruzar sus destinos en el campo de concentración donde se encontraba el oficial alemán.

## Reparto
- Marlon Brando: Teniente Christian Diestl
- Montgomery Clift: Noah Ackerman
- Dean Martin: Michael Whiteacre
- Hope Lange: Hope Plowman
- Barbara Rush: Margaret Freemantle
- May Britt: Gretchen Hardenberg
- Maximilian Schell: Capitán Hardenberg
- Dora Doll: Simone
- Lee Van Cleef: Sargento 1° Rickett
- Liliane Montevecchi: Françoise
- Parley Baer: Sargento Brandt
- Arthur Franz: Teniente Green
- Hal Baylor: Soldado Burnecker
- Richard Gardner: Soldado Crowley
- Herbert Rudley: Capitán Colclough

## Otros créditos
- Color: Blanco y negro
- Sonido: Westrex Recording System
- Sonido: Alfred Bruzli y Warren B. Delaplain
- Asistente de dirección: Ad Schaumer
- Dirección artística: Addison Hehr y Lyle R. Wheeler
- Decorados: Stuart A. Reiss y Walter M. Scott
- Diseño de vestuario: Adele Balkan
- Maquillaje: Ben Nye
- Peluquería: Helen Turpin

## Premios
- La película obtuvo tres candidaturas a los Premios Óscar:

- Mejor fotografía en Blanco y negro: Joseph MacDonald
- Mejor música: Hugo Friedhofer
- Mejor sonido: Karl Faulkne

- En los Premios BAFTA, la película también fue candidata en la categoría de mejor película extranjera.

- Candidata a los Premios Globo de Oro como mejor película en promover la tolerancia internacional.

## Comentarios
La adaptación cinematográfica logra reproducir fielmente el espíritu antibelicista de la novela.
Para germanizar su apariencia, Marlon Brando aparece con su cabello rubio.
La película se rodó entre junio y octubre de 1957.